# Кашмір

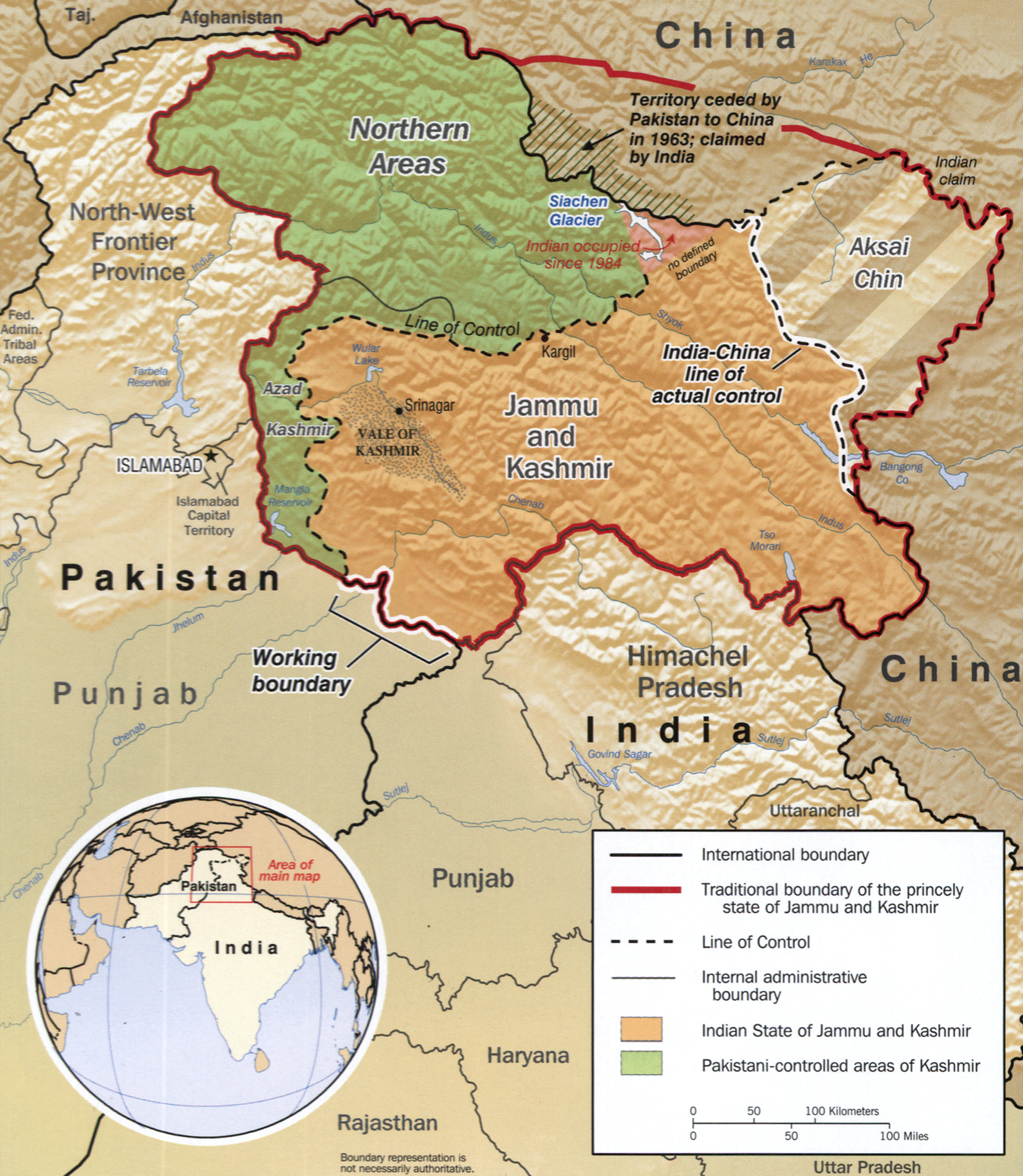
Мапа Кашміру. Зеленим зазначені терени, зайняті Пакистаном. Темно-коричневим — під контролем Індії Джамму та Кашмір, білим — Аксай Чин, зайняті Китайською Народною Республікою

34°30′ пн. ш. 76°00′ сх. д. / 34.5° пн. ш. 76° сх. д.
Кашмір (कश्मीर) — спірний регіон на північному заході півострова Індостан, історичне князівство у Гімалаях. Поділ Кашміру не фіксований офіційними угодами про кордони, а сам регіон є місцем напруги і постійного протистояння між Індією та Пакистаном та меншим чином між Індією та Китайською Народною Республікою.
Кашмір межує з Афганістаном на півночі, Синьцзян-Уйгурським і Тибетським автономними районами Китайської Народної Республіки на сході, штатами Індії Хімачал-Прадеш і Пенджаб на півдні і Пакистаном на заході.
Нині Кашмір поділений на індійський штат Джамму та Кашмір (разом з провінцією Ладакх) загальною площею 101 387 км² і населенням 10,1 млн осіб; напівавтономну пакистанську провінцію Азад Кашмір («вільний Кашмір») площею 85 846 км² і населенням 1,3 млн осіб; і терени під владою Китайської Народної Республіки площею 37 555 км² і декількома тисячами мешканців. Загальна площа Кашміру становить 222 236 км².
Більшість населення Кашміру довгий час була мусульманською. За переписом 1901 року, який проводила Велика Британія, мусульмани становили 74,16 % населення, індуїсти 23,72 %, буддисти 1,21 %. Індуїсти мешкали переважно в Джамму, де їх було трохи менше 50 % населення. У Кашмірський долині, мусульмани становили 93,6 % населення і індуїсти 5,24 %. Це співвідношення збереглося понад 100 років. Згідно з переписом 1941 року мусульмани становили 93,6 % населення Кашмірської долини й індуїсти 4 %. У 2003 році відсоток мусульман в Кашмірській долині був 95 %, індуїстів 4 %;у той самий час у Джамму, відсоток індуїстів був 66 % і мусульман 30 %.
Більша частина Кашміру (в якому більшість становлять мусульмани) з 1947 року перебуває під окупацією Індії, яка незважаючи на резолюцію ООН про референдум у Кашмірі, відмовляється проводити референдум.
Територія «Азад Кашмір» («Вільний Кашмір»; на заході провінції) має власні законодавчі збори, які засідають у Музаффарабаді, тоді як Гілгіт і Балтистан (на півночі) перебувають під прямим правлінням з Пакистану.

## Географія
Кашмір умовно поділений на декілька природних областей, кожна з яких характеризується своїми геологічними і кліматичними особливостями.
Крайній південний захід Кашміру займає невелику частину Пенджабської рівнини, де є бідні ґрунти, практично непридатні для землеробства.
На північному сході рівнину змінюють пасма Передгімалаїв (Шивалік) висотою до 600—700 м над рівнем моря, а далі Малі Гімалаї, представлені хребтом Пір-Панджал з найвищою точкою — горою Татакуті (4743 м).
Між Пір-Панджалом та Головним Гімалайським хребтом (найвища точка — гора Нункун, 7135 м) простягається Кашмірська долина — велика міжгірська улоговина довжиною близько 200 км, завширшки більш ніж 40 км і висотою днища близько 1600 м над рівнем моря. Вона є найбільш заселеною областю Кашміру. Долина багата озерами, найбільші з яких — Вулар і Дал. Там же є судноплавна річка Джелам, на березі якої знаходиться Срінагар  — столиця і найбільше місто індійського штату Джамму та Кашмір.
На сході від Великих Гімалаїв тягнеться нагір'я Ладакх  — важкодоступна і малодосліджена область (також має назву Малий Тибет), прорізаний долиною верхнього Інду. Ладакх зв'язує Гімалаї з Каракорумом.
Каракорум — друга за висотою гірська система світу (середня висота близько 5500 м) — нараховує вісім вершин вище 7500 м. З них восьмитисячник Чогорі (8611 м), відомий також як К-2, за висотою менший лише за Еверест.
Географічні об'єкти: пік Нанга Парабат (висота — 8126 м) у західних Гімалаях; Карокорумський перевал, річка Інд, льодовик Балторо.

## Історія
Кашмір довгий час був важливим центром індуїзму, а пізніше буддизму. Протягом багатьох століть князівство Кашмір було перехрестям караванних шляхів між Далеким Сходом, Середньою Азією, Близьким Сходом і Південною Азією. тут панували династії Каркота, Утпала і Лохара.
У 1349 Шахах Мірзах став першим мусульманським керманичем Кашміру і розпочав династію Салатін, заснувавши Кашмірський султанат. Наступні п'ять сторіч Кашміром керували мусульманські керманичі, серед них Султан Сікандар (також відомий як Бутшикан, або «бунтар»), який керував з 1398 року, Заін-ул-Абідін з 1420 року, Мугалс Mughals, котрий керував до 1751 року, та Дерраніс Афганський, при владі з 1752 до 1820.
У 1820 році сикхи під головуванням Ранжа Сінгх захопили Кашмір. У 1846 Гулаб Сінгх заснував династію Дограс яка під контролем Великої Британії керувала Кашміром до 1947 року.
Північ Кашміру була заселена переважно прибічниками ісламу, південь — індуїстами, а схід — буддистами. Мусульманське населення не раз бунтувало проти влади махарадж, але повстання кожен раз криваво придушувалося.

## Кашмірський конфлікт
Кашмірський конфлікт — конфлікт між Індією та Пакистаном, що триває з 1947 року через приналежність території Кашміру. З кінця 1950-х років в конфлікт вступила Китайська Народна Республіка, під управління якої також відійшла частина території Кашміру.
Джамму та Кашмір — земля, що споконвіків була мостом між Індією, Китаєм й Ірано-мусульманським світом. З давніх-давен тут існували міста з високорозвиненою культурою і проживали послідовники різних релігій: мусульмани, індуїсти та буддисти. Хоча конфлікти, в тому числі і на релігійному ґрунті, мали місце протягом всієї історії Кашміру, але характер глобального протистояння вони отримали лише після звільнення Індії від британського колоніального панування.

## Міста
Срінагар (гінді श्रीनगर, урду سرینگر, англ. Srinagar, «багате місто» санскритом) — літня столиця Кашміру. Його візитівкою є будинки-кораблики (шікари), розташовані у три ряди на озері Дал. Пояснюють феномен таких будинків тим, що в часи британського правління місцеві закони штату Кашмір не дозволяли чужоземцям селитися на його землях. Європейці вирішили жити на воді. Тепер ці будинки-кораблики перетворилися на комфортабельні готелі.
Пахалгам (або Пахалґам) (Урду: پہلگام, Хінді: पहलगाम) — місто що знаходиться на висоті 2740 метрів над рівнем моря в окрузі Анантнаг, Джамму та Кашмір, Індія. Одне з найпривабливіших для туристів місць Кашміру.